# Haywood megye (Észak-Karolina)
Haywood megye az Amerikai Egyesült Államokban, azon belül Észak-Karolina államban található. Megyeszékhelye és legnagyobb városa Waynesville. Lakosainak száma 62 089 fő (2020. április 1.). Haywood megye Cocke, Madison, Buncombe, Transylvania, Jackson, Swain, Sevier és Henderson megyékkel határos.

## Népesség
A megye népességének változása:
| Lakosok száma | 58 952 | 58 689 | 58 778 | 59 183 | 59 868 | 62 089 |
|               | 2010   | 2011   | 2012   | 2013   | 2015   | 2020   |